# FallenHall
FallenHall är ett spanskt epic/symphonic power metal-band med folk metal influenser, grundat i Kanarieöarna år 2010. 

## Medlemmar

### Senaste medlemmar
- Jakob Ramirez – gitarr (2010–2014)
- Alex Santana – trummor (2010–2014)
- Juan Monzón – sång (2010–2014)
- Mari Carmen Ortiz – bakgrundssång (2010–2014)
- Rhay Shuaben – gitarr (2013–2014)
- Nicolás Navas – basgitarr (2013–2014)

### Tidigare medlemmar
- Abel "Biluxo" Artiles – basgitarr (2010–2013)
- Abigail Recio – bakgrundssång (2010–2012)
- Jorge Alfonso – keyboard (2012)
- Gabriel Caballero – keyboard (2010–2012)
- Sandro Sánchez – gitarr (2010–2012)

## Diskografi

### Studioalbum
- 2013 – Ínsula invicta